# الزنغرية
الزنغرية كانت قرية فلسطينية تبعد 8.5 كيلومتر من جنوب شرق مدينة صفد، بالقرب من وادي الغرة. تم تهجيرها خلال الحرب الأهلية في 1947 - 1948، وتم إحراق القرية لاحقًا وتدميرها في 17 يونيو 1948.

## التاريخ
سميت القرية باسم قبيلة عرب الزنغرية البدوية، الذين استخدموا القرية لأول مرة كموقع للتخييم. في عام 1838، في العصر العثماني، لوحظ أن الزنغرية قبيلة عربية، داخل مدينة صفد.

### عهد الانتداب البريطاني
في تعداد فلسطين لعام 1922 الذي أجرته سلطات الانتداب البريطاني، كان عدد سكان الزنغرية 374 مسلمًا، وزاد عدد السكان في تعداد عام 1931 إلى 526 مسلمًا، وكان إجمالي المنازل وقتها 97 منزلًا.
في إحصاءات عام 1945، بلغ عدد سكان القرية 840 مسلمًا، وكان استخدام الأراضي 27,918 دونم من الأراضي، وفقًا لمسح رسمي للأراضي والسكان. وكان 7,265 دونم مخصصًا لزراعة الحبوب، في حين باقي الأراضي الزراعية ال20،653 دونم غير قابلة للزراعة.

### حرب 1948
وفي 4 مايو 1948، أصبحت الزنغرية خالية من السكان، خلال عملية ماتاتي. وفي 5 مايو 1948، قامت «هاجاناه» بتفجير معظم المنازل وإحراق الخيام بين طبيخة والبطيحة، قُتل في العملية حوالي 15 عربيًا مسلمًا وهرب الباقون إلى سوريا.

## وصلات خارجية
- الزنغرية ترحب بكم